# Jonas Samuelsson
Jonas Samuelsson (i riksdagen kallad Samuelsson i Eke), född 30 september 1816 i Dädesjö, Kronobergs län, död 27 januari 1897 i Dädesjö, var en svensk hemmansägare och riksdagsman.
Samuelsson var ägare till hemmanet Eke i Dädesjö församling. I riksdagen var han ledamot av andra kammaren 1870–1872, invald i Uppvidinge härads valkrets.